# Shenzhen Open (ATP) 2017
Lo Shenzhen Open 2017 è stato un torneo di tennis giocato sul cemento indoor. È stata la quarta edizione del torneo, che fa parte della categoria ATP Tour 250 nell'ambito dell'ATP World Tour 2017. Si è giocato allo Shenzhen Luohu Tennis Centre di Shenzhen, in Cina, dal 25 settembre al 1 ottobre 2017.

## Partecipanti

### Teste di serie
| Nazionalità          | Giocatore            | Ranking* | Testa di serie |
| -------------------- | -------------------- | -------- | -------------- |
| Germania             | Alexander Zverev     | 4        | 1              |
| Belgio               | David Goffin         | 12       | 2              |
| Germania             | Miša Zverev          | 27       | 3              |
| Italia               | Paolo Lorenzi        | 38       | 4              |
| Ucraina              | Aleksandr Dolhopolov | 52       | 5              |
| Bosnia ed Erzegovina | Damir Džumhur        | 55       | 6              |
| Portogallo           | João Sousa           | 57       | 7              |
| Stati Uniti          | Donald Young         | 60       | 8              |

* Ranking al 18 settembre 2017.

### Altri partecipanti
I seguenti giocatori hanno ricevuto una wild card per il tabellone principale:
- Nicola Kuhn
- Akira Santillan
- Zhang Ze

I seguenti giocatori sono entrati in tabellone con il ranking protetto:
- Pablo Andújar
- Janko Tipsarević

I seguenti giocatori sono passati dalle qualificazioni:

- Matthew Ebden
- Lloyd Harris
- Lukáš Lacko
- Zhang Zhizhen

### Ritiri
Prima del torneo
- Thomaz Bellucci →sostituito da  Nicolás Kicker
- Tomáš Berdych →sostituito da  Henri Laaksonen
- Chung Hyeon →sostituito da  Marcel Granollers
- Philipp Kohlschreiber →sostituito da  Marius Copil
- Janko Tipsarević →sostituito da  Alessandro Giannessi

## Campioni

### Singolare
David Goffin ha sconfitto in finale  Aleksandr Dolhopolov con il punteggio di 6–4, 6(5)–7, 6–3.
- È il terzo titolo in carriera per Goffin, il primo della stagione.

### Doppio
Alexander Peya /  Rajeev Ram hanno sconfitto in finale  Nikola Mektić /  Nicholas Monroe con il punteggio di 6–3, 6–2.